# Wojciech Olszowski
Wojciech Stanisław Olszowski (ur. 18 marca 1916 w Żywcu, zm. 21 kwietnia 1972 w Bogatyni) – polski prezbiter katolicki obrządku łacińskiego, biskup nominat stolicy tytularnej Atrybia.
W 1935 ukończył Gimnazjum im. Mikołaja Kopernika w Żywcu. Studiował w seminarium obrządku łacińskiego we Lwowie i na Wydziale Teologicznym Uniwersytetu Lwowskiego; 20 września 1939 we Lwowie przyjął święcenia kapłańskie. Pracował jako wikariusz w Bolechowie koło Stryja, Bukaczowcach i Bursztynie koło Stanisławowa. Prowadził w okresie wojennym gorliwą działalność duszpasterską, organizował pomoc żywnościową dla głodującej ludności.
Po wojnie mimo zmiany granic i związanego przymusu ekspatriacji nie opuścił rodzinnych stron. Pracował nadal jako duszpasterz w Stryju i Stanisławowie, a w latach 1947–1956 przebywał na ciężkich robotach w gułagach okolicach Karagandy. Po 1956 zwolniony, za zgodą władz sowieckich pozostał czasowo w Kazachstanie, służąc jako duszpasterz. Następnie pracował na Ukrainie, w miejscowościach Żyrinka, Brahiłów, Czeczelnik, Krasne.
8 listopada 1958 Olszowski został mianowany biskupem tytularnym Atrybi i administratorem apostolskim pro catholicis urbem Kiev eademque Rempublicam Ucrainam. Władze radzieckie uznały nominację za nielegalną i wydaliły biskupa nominata do PRL w marcu 1959. Olszowski spędził pierwsze miesiące w Krakowie, następnie w czerwcu 1959 osiadł we Wrocławiu, gdzie został wikariuszem i prefektem religii parafii katedralnej oraz diecezjalnym duszpasterzem niewidomych. Od 1 września 1960 pełnił funkcję dziekana dekanatu Głogów oraz administratora parafii św. Mikołaja w Głogowie.
Od czerwca do września 1962 przebywał w Rzymie na zaproszenie prałata Władysława Rubina (późniejszego kardynała). Tam dowiedział się, że z powodu zaistniałych trudności jego nominacja biskupia została cofnięta już w 1959. Został przyjęty na prywatnej audiencji przez Jana XXIII w letniej rezydencji Castelgandolfo, a 24 listopada 1962 mianowany papieskim szambelanem honorowym.
Wkrótce pogorszeniu uległ jego stan zdrowia. W latach 1966–1968 przebywał na urlopie zdrowotnym w Świeradowie-Zdroju, gdzie pełnił funkcję kapelana Sióstr Zmartwychwstanek. 15 lipca 1968 został mianowany proboszczem parafii w Biedrzychowicach Górnych koło Bogatyni. W 1972 zmarł wskutek choroby nowotworowej. Pochowany na cmentarzu Przemienienia w Żywcu.